# Список глав манги Tokyo Mew Mew

Первый том оригинального японского выпуска манги «Tokyo Mew Mew», опубликованный компанией Коданся 6 февраля 2001 года

Главы манги Tokyo Mew Mew были написаны Рэйко Ёсидой и проиллюстрированы Миа Икуми. Премьера первой главы состоялась в сентябре 2000 года в журнале Nakayoshi, где манга потом и выпускалась ежемесячно до её завершения в феврале 2003 года. Манга посвящена пяти девочкам, чьё ДНК переплетается с ДНК редких животных, и это даёт им особые возможности, позволяя превратиться в «Mew Mews». Возглавляемые Итиго Момомией, девушки защищают Землю от инопланетян, хотящих «вернуть» её. Сиквел, Tokyo Mew Mew a la Mode, написан и иллюстрирован только Миа Икуми и выпускался в Nakayoshi с апреля 2003 по февраль 2004 года. В продолжении появляется новая Mew Mew, Бэри Сираюки, которая становится временным лидером Mew Mews, когда они сталкиваются с новой угрозой в виде крестоносцев Сент-Роуз.
27 безымянных глав были собраны и опубликованы в семи танкобонах компанией Коданся, начиная с 1 февраля 2001 года; последний том был выпущен 4 апреля 2003 года. 11 глав Tokyo Mew Mew a la Mode были опубликованы в двух танкобонах 6 ноября 2003 года и 6 апреля 2004 года. Позже манга Tokyo Mew Mew была адаптирована в аниме-сериал, состоящий из 52 эпизодов, студией Studio Pierrot; сериал показывался в Японии телеканалами TV Aichi и TV Tokyo, с 6 апреля 2002 года до 29 марта 2003 года. Манга была переведена на несколько других языков и выпущена издателем Pika Édition во Франции, Japonica Polonica Fantastica в Польше, компанией Sangatsu Manga в Финляндии и издателем Carlsen Comics в Германии, Дании и Швеции.
На английском языке права на выпуск манги Tokyo Mew Mew были получены компанией Tokyopop. Она выпустила первый том Tokyo Mew Mew 8 апреля 2003 года и выпускала новые тома ежемесячно до заключающего тома, выпущенного 11 мая 2004 года. Компания также получила права на выпуск манги Tokyo Mew Mew a la Mode и опубликовала первый том 7 июня 2005 года, а второй — 8 декабря 2006 года. В оригинальной японской версии главы манги не имели названия, однако компания Tokyopop добавила главам имена, иногда называя несколько разных глав одним именем. Tokyo Mew Mew и его продолжение в числе первых манг были выпущены в северной Америке на испанском языке издателем «Public Square Books». Также Tokyo Mew Mew был выпущен на английском языке в Сингапуре, компанией Chuang Yi.

## Список томов

### Tokyo Mew Mew
| № | Япония              | Япония                 | Северная Америка    | Северная Америка       |
| № | Дата публикации     | ISBN                   | Дата публикации     | ISBN                   |
| --- | ------------------- | ---------------------- | ------------------- | ---------------------- |
| 1 | 6 февраля 2001 года | ISBN 978-4-06-178955-5 | 8 февраля 2003 года | ISBN 978-1-59182-236-3 |
| Главы 1-4: - In the Beginning - Before Tokyo Mew Mew Was Created - Photo Shoot Report - Afterward |                     |                        |                     |                        |
| Во время землетрясения на выставке находящихся под угрозой исчезновения видов, Итиго Момомия и ещё четыре девушки купаются в странном свете. Итиго видит себя в слиянии с кошкой, после этого она начинает проявлять кошачье поведение. На следующий день, Итиго находится на реке с её предметом романтического интереса, Масаей Аоямой, когда они подвергаются нападению монстров-крыс. В то время как Масая находится без сознания, Итиго спасает Рё Сироганэ, который затем дал ей подсказку насчёт того, как победить чудовище. Итиго превращается в героиню «Mew Ichigo» и быстро побеждает крысу, которая, как объясняет Рё, является чужеродным паразитом под названием «Химера анима» и превращает животных в чудовищ. Итиго узнает, что она является «Mew Mew», биологическим оружием, созданным для защиты Земли от этих пришельцев. После того, как к ней присоединился Кэйитиро Акасака, они идут в кафе «Mew Mew», штаб-квартиру проекта Mew. Рё и Кэйитиро по просьбе Итиго идут искать других четырёх «Mew Mews», девушек, с которыми она познакомилась на выставке. После того, как Итиро встречается с Масаей, она понимает, что Минт Айдзава является «Mew Mew». После боя с собакой Минт, заражённой «химерой анима», Минт присоединяется к проекту и обе девушки начинают работать в кафе, чтобы помочь собрать информацию и найти других Mew Mews. После прослушивания отчетов о «призраках» в бассейне школы, они исследуют и изучают призрака, которым на самом деле является Лэтасу Мидорикава, третья Mew Mew. Испуганная и растерянная, она потеряла контроль над собой и своими силами, однако Итиго и Минт Айдзава успокоили её и она присоединилась к группе. На следующем свидании с Аоямой Итиго была взволнована и с ужасом обнаружила, что у неё выскочили кошачьи уши. Хотя Масая их и не видел, они были видны молодой девушке-акробатке. В то время как Итиго пытается придумать объяснение, пришелец по имени Киссю появляется перед ними и целует Итиго.                                                                                |                     |                        |                     |                        |
| 2 | 6 июля 2001 года    | ISBN 978-4-06-178965-4 | 17 июня 2003 года   | ISBN 978-1-59182-237-0 |
| Главы 5–9: - Three Plus Two - Afterward - Final Thoughts |                     |                        |                     |                        |
| Киссю посылает многочисленных химер заразить различных диких животных на выставке в парке. Присоединяясь к Минт и Лэтасу, Итиго побеждает животных-монстров, однако паразиты избегают захвата, прыгнув в новых животных. Девушка-акробатка показала, что девушка с именем Пурин Фон является четвёртой Mew Mew. Она ловит всех химер в барьер, который захватывает их и в итоге Киссю отступает. Итиго встречается с Аоямой, злившимся на неё, потому что он не смог её найти и волновался по этому поводу. После того как она извинилась, он замечает, что Итиго потеряла ожерелье, поэтому он завязывает кошачью ленту с колокольчиком, снятую им с бездомной кошки, на шею Итиго и говорит ей, что она его «самый любимый котёнок». Позже девочки идентифицировали последнюю Mew Mew, которой являлась модель Дзакуро Фудзивара. Когда девочки идут познакомиться с ней, они видят преобразование Дзакуро без запроса и её победу над несколькими химерами. Затем они предложили ей присоединиться к ним, однако Дзакуро холодно отказывается это сделать. Минт, которая боготворит её, разочаровывается, и поэтому девочки собираются в её доме для того, чтобы развеселить её. Ночью Киссю снова атакует Итиго, однако другие Mew Mew уводят его. Когда он уходит, он говорит, собирается получить[неизвестный термин] находящуюся в одиночестве Дзакуро, поэтому девушки быстро идут в студию для того, чтобы защитить её. Там девочки преобразовываются вместе и Итиго получает больше сил атаки и побеждает мощных монстров. Затем они понимают, что битва Mew Mew с монстрами находилась в прямой трансляции, и поэтому Итиго представляет команду зрителям как «Tokyo Mew Mew». После того, как Дзакуро стала членом команды, Рё и Кэйитиро рассказали им о вторжении инопланетян и сказали о том, что нужно начать поиск «mew aqua», вещества, состоящего из чистой воды и имеющего решающее значение для окончательной победы над пришельцами. Позже, после борьбы с химерами в парке Инохара, Масая видит «Mew Ichigo» и зовёт её по человеческому имени (Итиго). |                     |                        |                     |                        |